# Halálozások 1975-ben
Ez a szócikk az 1975-ös évben elhunyt nevezetes személyeket sorolja fel.

## December
| Dátum       | Név             | Foglalkozás / tisztség                                            | Kor | Forrás |
| ----------- | --------------- | ----------------------------------------------------------------- | --- | ------ |
| december 7. | Thornton Wilder | amerikai dráma- és regényíró                                      | 78  |        |
| december 4. | Hannah Arendt   | német zsidó származású amerikai filozófus, történész, író, kutató | 69  |        |

## November
| Dátum        | Név              | Foglalkozás / tisztség                              | Kor | Forrás |
| ------------ | ---------------- | --------------------------------------------------- | --- | ------ |
| november 29. | Graham Hill      | brit autóversenyző, kétszeres Formula–1 világbajnok | 46  |        |
| november 20. | Francisco Franco | spanyol katonatiszt, miniszterelnök, diktátor       | 82  |        |

## Október
| Dátum       | Név               | Foglalkozás / tisztség                        | Kor | Forrás |
| ----------- | ----------------- | --------------------------------------------- | --- | ------ |
| október 22. | Arnold J. Toynbee | brit történész, történelemfilozófus           | 086 |        |
| október 3.  | Guy Mollet        | francia politikus, miniszterelnök (1956–1957) | 069 |        |

## Szeptember
| Dátum | Név | Foglalkozás / tisztség | Kor | Forrás |
| ----- | --- | ---------------------- | --- | ------ |

## Augusztus
| Dátum         | Név                  | Foglalkozás / tisztség                                                                          | Kor | Forrás                                                        |
| ------------- | -------------------- | ----------------------------------------------------------------------------------------------- | --- | ------------------------------------------------------------- |
| augusztus 29. | Éamon de Valera      | ír politikus, miniszterelnök (1937–1948, 1951–1954, 1957–1959), köztársasági elnök (1959–1973)  | 092 |                                                               |
| augusztus 27. | Hailé Szelasszié     | Etiópia királya (1928–1930), majd császára (1930–1936, 1941–1974)                               | 083 |                                                               |
| augusztus 15. | Mudzsibur Rahmán     | bangladesi függetlenségi harcos, politikus, elnök (1971–1972, 1975), miniszterelnök (1972–1975) | 055 | Archiválva 2022. december 15-i dátummal a Wayback Machine-ben |
| augusztus 9.  | Dmitrij Sosztakovics | szovjet-orosz zeneszerző, zongoraművész                                                         | 068 |                                                               |

## Július
| Dátum      | Név          | Foglalkozás / tisztség                                          | Kor | Forrás |
| ---------- | ------------ | --------------------------------------------------------------- | --- | ------ |
| július 25. | Eugen Fink   | német filozófus                                                 | 069 |        |
| július 7.  | Simon István | költő, műfordító, esszéíró, szerkesztő, országgyűlési képviselő | 048 |        |

## Június
| Dátum      | Név           | Foglalkozás / tisztség                                                        | Kor | Forrás |
| ---------- | ------------- | ----------------------------------------------------------------------------- | --- | ------ |
| június 19. | Sam Giancana  | amerikai maffiózó, a chicagói maffia vezetője                                 | 067 |        |
| június 3.  | Szató Eiszaku | Nobel-békedíjas japán politikus, pénzügyminiszter, miniszterelnök (1964–1972) | 074 |        |

## Május
| Dátum     | Név            | Foglalkozás / tisztség                    | Kor | Forrás |
| --------- | -------------- | ----------------------------------------- | --- | ------ |
| május 28. | Ezzard Charles | amerikai ökölvívó, nehézsúlyú világbajnok | 053 |        |
| május 9.  | Ajtay Andor    | Kossuth-díjas színész, rendező            | 071 |        |
| május 4.  | Moe Howard     | amerikai színész, komikus                 | 077 |        |

## Április
| Dátum       | Név                 | Foglalkozás / tisztség                                       | Kor | Forrás |
| ----------- | ------------------- | ------------------------------------------------------------ | --- | ------ |
| április 25. | Jacques Duclos      | francia kommunista politikus                                 | 078 |        |
| április 24. | Pete Ham            | walesi énekes, dalszerző, gitáros                            | 027 |        |
| április 19. | Percy Lavon Julian  | amerikai kémikus, a kémiai szintézis úttörője                | 076 |        |
| április 14. | Fredric March       | kétszeres Oscar-díjas amerikai színész                       | 077 |        |
| április 13. | François Tombalbaye | csádi politikus, Csád első elnöke (1960–1975)                | 56  |        |
| április 12. | Josephine Baker     | amerikai származású francia énekesnő, táncosnő, előadóművész | 68  |        |
| április 5.  | Csang Kaj-sek       | kínai katonatiszt, politikus, elnök                          | 87  |        |

## Március
| Dátum       | Név           | Foglalkozás / tisztség                                           | Kor | Forrás |
| ----------- | ------------- | ---------------------------------------------------------------- | --- | ------ |
| március 25. | Fejszál       | Szaúd-Arábia királya                                             | 68  |        |
| március 16. | T-Bone Walker | amerikai bluesgitáros, énekes, dalszerző; multi-instrumentalista | 64  |        |
| március 14. | Susan Hayward | Oscar- és Golden Globe-díjas amerikai színésznő                  | 57  |        |
| március 3.  | Németh László | Kossuth-díjas orvos, író, esszéista, drámaíró, műfordító         | 073 |        |

## Február
| Dátum       | Név             | Foglalkozás / tisztség                            | Kor | Forrás |
| ----------- | --------------- | ------------------------------------------------- | --- | ------ |
| február 25. | Elijah Muhammad | amerikai szeparatista, vallási vezető             | 077 |        |
| február 12. | Carl Lutz       | svájci diplomata, budapesti alkonzul, Világ Igaza | 079 |        |
| február 4.  | Louis Jordan    | amerikai szaxofonos, dalszerző, zenekarvezető     | 066 |        |

## Január
| Dátum | Név | Foglalkozás / tisztség | Kor | Forrás |
| ----- | --- | ---------------------- | --- | ------ |